# Joseph Wiseman
Joseph Wiseman, född 15 maj 1918 i Montréal i Québec, död 19 oktober 2009 på Manhattan i New York i New York, var en kanadensisk skådespelare. Han var känd för rollen som skurken Doktor Julius No i Bondfilmen Agent 007 med rätt att döda från 1962.

## Biografi
Wiseman hade roller i en stor variation av filmer, bland annat i The Apprenticeship of Duddy Kravitz, Buck Rogers in the 25th Century, och TV-serierna Crime Story och The Twilight Zone. Han var inte med i någon film sedan 1988, men dök upp i TV-serier som MacGyver, Lagens änglar, och I lagens namn.
Han hade en lång karriär i levande teater, det var titelrollerna i In the Matter of J. Robert Oppenheimer och Life of Galileo i New York. Hans sista uppträdande var i Judgement at Nuremberg 2001.
Han gjorde ett flertal framstående inlägg till filmer på 1950-talet. Den första av de mest betydande kom i Detective Story från 1951, där han återskapade sitt uppträdande från Broadway som ett oregelbundet litet tidsskifte. Strax efter det spelade han den hjärtlöse opportunisten som blev Marlon Brandos fiende i "Viva Zapata!" (1952). Båda framträdanderna blev bland de mest framstående omfattningarna av det decenniet.
Wiseman avled, efter en tids sjukdom, den 19 oktober 2009. Enligt hans dotter hade hans hälsa sviktat under en längre tid. Hans hustru, Pearl Lang, avled 24 februari samma år.

## Filmografi (urval)
- 1951 – Detective Story
- 1952 – Viva Zapata!
- 1961 – Tjuvar i farten
- 1962 – Twilight Zone (TV-serie)
- 1962 – Agent 007 med rätt att döda
- 1974 – The Apprenticeship of Duddy Kravitz
- 1979 – Buck Rogers in the 25th Century (TV-serie)
- 1986-1988 - Crime Story (TV-serie)
- 1989 - MacGyver, avsnitt The Battle of Tommy Giordano (TV-serie)
- 1994 - Lagens änglar, avsnitt Finish Line (TV-serie)
- 1996 - I lagens namn, avsnitt Family Business (TV-serie)

## Teater

### Roller
| År   | Roll             | Produktion                      | Regi           | Teater                                        |
| ---- | ---------------- | ------------------------------- | -------------- | --------------------------------------------- |
| 1955 | Inkvisitorn      | The Lark Jean Anouilh           | Joseph Anthony | Longacre Theatre, New York, USA               |
| 1964 | LeDuc, en doktor | Incident at Vichy Arthur Miller | Harold Clurman | ANTA Washington Square Theatre, New York, USA |